# Советская символика

Советские символы на проекте флага СССР 1923 года.

Сове́тская симво́лика — пласт государственных и революционных отличительных знаков и изображений, олицетворяющих Советское государство и Октябрьскую революцию, которые использовались коммунистами и левыми на демонстрациях, в военных выступлениях красноармейцев, а также выполняли роль государственных символов Советского Союза.

## Красная звезда

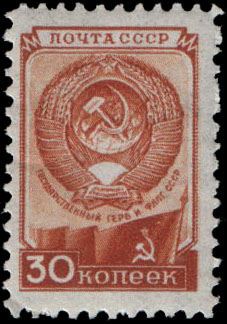
Герб и флаг СССР на почтовой марке 1948 года

Первоначальными знаками советской символики считаются символы международной солидарности крестьян и рабочих, серп и молот соответственно, и пятиконечная красная звезда, появившиеся в Красной армии в 1917—1918 годах и являющихся одними из самых узнаваемых социалистических символов в мире и впоследствии ставшие государственными символами Советского Союза и республик, входивших в его состав.
В дальнейшем, после победы большевиков в Гражданской войне (1917—1923), встал вопрос объединения различных государственных образований в рамках СССР, а также международного рабочего движения, в том числе на основе общих коммунистических символических знаков.
С 1923 года, флаг СССР — краснознамённый стяг с серпом, молотом и пятиконечной звездой в левом верхнем углу и герб СССР — мировой глобус с отмеченными границами Советского государства, окаймлённый надписями коммунистического девиза «Пролетарии всех стран, соединяйтесь!» на от шести до шестнадцати языках союзных республик, в зависимости от временных рамок. С 1943 года и государственный гимн СССР в двух основных редакциях, последняя из которых применялась вплоть до 1991 года.

## Герб

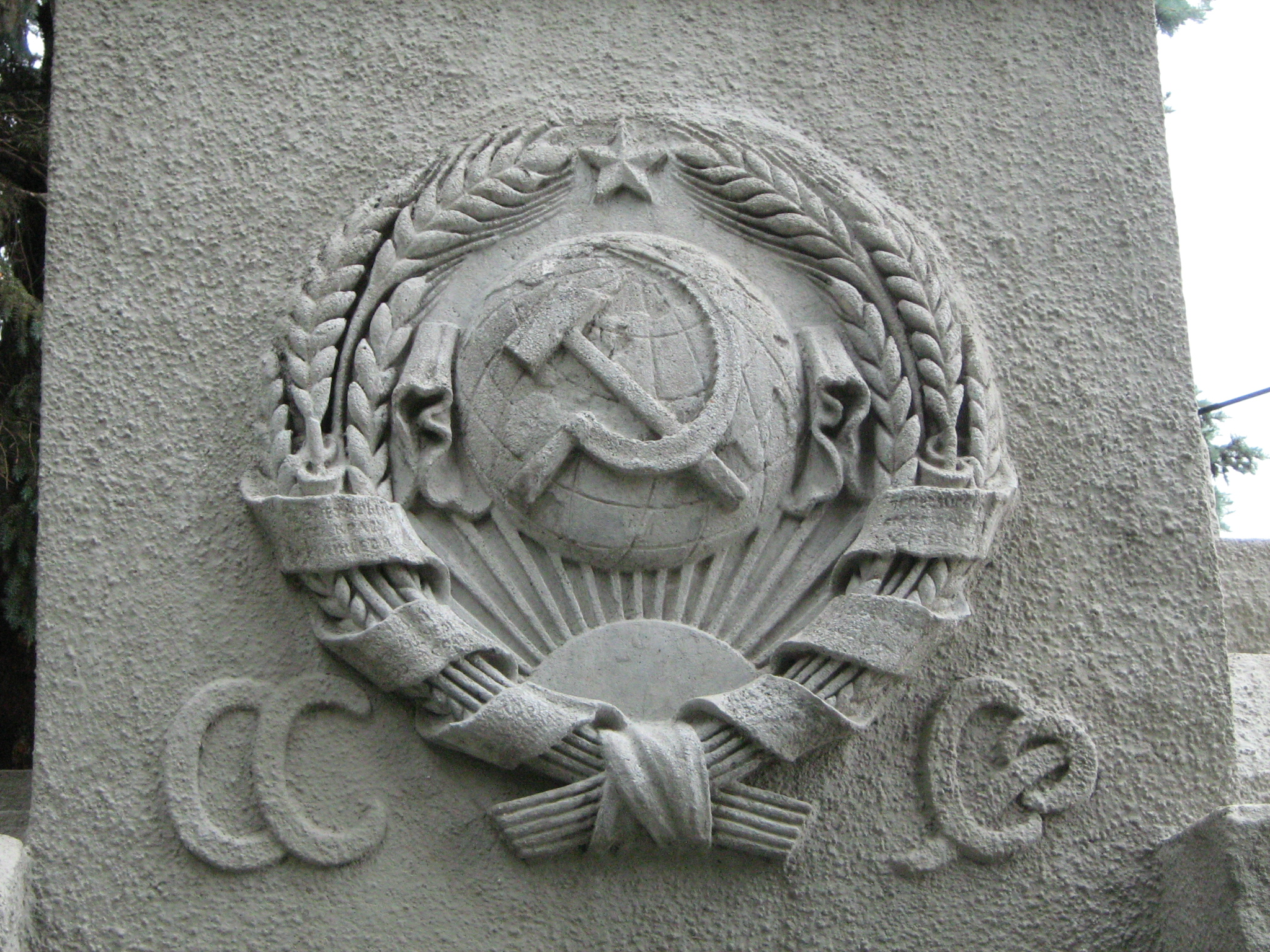
Герб СССР на постаменте памятника Ленину в нижегородском районе Сормово

Согласно статье 169 Конституции СССР 1977 г., государственный герб СССР представлял собой изображение серпа и молота на фоне земного шара, в лучах солнца и в обрамлении колосьев, с надписью на языках союзных республик: «Пролетарии всех стран, соединяйтесь!» В верхней части герба — пятиконечная звезда.

## Флаг

Основополагающая редакция флага СССР от 1955 года

Флаг СССР представляет собой красное прямоугольное полотнище с изображением в верхнем углу, у древка, золотых серпа и молота и над ними — красной пятиконечной звезды, обрамленной золотой каймой. Отношение ширины флага к его длине — 1 : 2.

## Гимн
Текст окончательного варианта гимна СССР был принят 25 мая 1977 года. Музыка — А. В. Александрова, слова — С. В. Михалкова, Г. А. Эль-Регистана.

## После распада СССР
Символика Советского Союза потеряла свою юридическую силу с момента распада СССР и более официально не используется ни в одной из бывших союзных республик в качестве государственного или международно-представительского знака. Известно, что в большинстве стран СНГ советские символы законодательно не запрещены и официально используются до сих пор в демонстрациях коммунистических или социалистических партиях. На данный момент среди зафиксированных случаев использования символов советской эпохи с разрешения государственных учреждений и при их поддержке — поднятие флага СССР в Белоруссии и России.
После прекращения существования ОВД и распада СССР советская символика была законодательно запрещена (наравне с нацистской) к публичной демонстрации в Венгрии, Чехии, Польше, Латвии и Литве, Грузии и Украине (2015).
Данные решения оспариваются.
Запрет коммунистической символики в Молдавии был временным шагом, исходившим из сложившейся на тот момент политической конъюнктуры. Решение о запрете было отменено в 2013 году.
Также Европейский суд запретил регистрацию торговых марок с изображением герба СССР.
21 апреля 2022 года эстонский парламент принял поправки к Уголовному кодексу Эстонской Республики, запрещающие открытую демонстрацию символики, использованной при совершении акта агрессии, геноцида, преступления против человечности или военного преступления, с целью поддержки или оправдания этих преступлений. За это деяние законом предусмотрен штраф в размере до 300 штрафных единиц или 1200 евро, либо арест. В случае, если это деяние совершено юридическим лицом, размер штрафа составит до 32 000 евро. В тексте документа нет отсылок к конкретной символике, подпадающей под действие закона, однако в эстонской прессе были опубликованы пояснения полиции, что, в том числе, запрещены флаги СССР и Российской Федерации, георгиевская ленточка и советская военная форма. В день празднования советского Дня Победы полиция сообщила о немногочисленных нарушениях закона, в частности: к «Бронзовому солдату» пришла мать с ребёнком, на котором была советская военная железнодорожная фуражка, — эстонская полиция забрала шапку на хранение; в Таллине на улице Фильтри полицейские забрали на хранение скутер со светодиодными фонарями в цветах российского флага и возбудили дело по факту использования запрещённой символики.